# 姚锡娟
姚锡娟（1941年—），女，安徽歙县人，生于上海，中国话剧演员，配音、朗诵艺术家，广东话剧院一级演员，中国戏剧家协会理事。

## 家庭
丈夫杜熊文。